# Puas
Der Puas (Nuaf Puas, Monte Puas) ist ein Berg im osttimoresischen Exklave Oe-Cusse Ambeno. Er ist 1121 m hoch und liegt im Suco Abani (Verwaltungsamt Passabe), an der Grenze zum Suco Malelat.